# Ford Fiesta
El Ford Fiesta és un automòbil de turisme del segment B desenvolupat per la filial europea de l'empresa nord-americana Ford Motor Company, i fabricat a l'Argentina, Alemanya, Espanya, Brasil, Veneçuela, Mèxic, Xina, Índia i Sud-àfrica. Hi ha sis generacions diferents del Fiesta. Des de 1976 se n'han venut més de dotze milions d'unitats. Dins de la gamma de Ford, s'ha col·locat per sobre del Ford Ka i per sota del Ford Escort i el Ford Focus. El Fiesta és l'únic turisme de la gamma europea de Ford que manté el nom del model original de 1976, sense modificacions.
El model es ven a tot el món. Als Estats Units i el Canadà només va estar disponible entre 1978 i 1980, però el 2010 va tornar a aquests mercats important unitats manufacturades a la planta de Cuautitlán (Mèxic).

## Història
A començaments dels anys 1970, va augmentar la demanda europea per automòbils de mida petita. Els principals competidors de Ford havien llançat ja al mercat automòbils com el Fiat 127 i posteriorment el Renault 5 i l'Audi 50. Així mateix, els efectes de la crisi energètica de 1973 van afectar aquesta demanda. Ford necessitava un vehicle de reduïdes dimensions per competir en aquest mercat emergent. Finalment, després de diversos dissenys, va sorgir un prototip conegut com a "Bobcat", que seria la base del nou model de Ford, el "Fiesta".
Entre els noms proposats per al projecte Bobcat hi havia: Amigo, Bambi, Bebe, Bolero, Bravo, Cherie, Chico, Fiesta, Forito, Metro, Pony, Sierra i Tempo. Tot i que "Bravo" va ser el nom que major nombre de vots va obtenir, Henry Ford II va preferir desestimar-lo i va optar per "Fiesta" (irònicament, Amigo, Bravo, Metro i Pony serien usats en models d'altres marques alienes a Ford). El nom "Fiesta" pertanyia en aquell temps a General Motors, si bé aquesta el va cedir de franc a Ford.
Després de diversos anys d'especulació en la premsa del motor sobre el nou vehicle de Ford, va ser posat a la venda a finals de 1975.
El 1990 i 1991, i del 1996 al 1998, el Ford Fiesta va ser l'automòbil amb millors resultats de vendes al Regne Unit. El millor any, va ser el 1987 amb prop de 154.000 unitats venudes.